# Fonda de los Milaneses (San Lorenzo de El Escorial)
La llamada Fonda de los Milaneses, en San Lorenzo de El Escorial, situada en la hoy llamada calle de San Antón de este municipio, es una notable muestra de su arquitectura civil. Es un edificio rectangular con cuatro fachadas y cuatro alturas, una y media de las cuales fue elevada a fines del siglo XIX o principios del siglo XX, siendo el resto del edificio construido entre 1767 y 1773. Usada como vivienda particular de los promotores, era alquilada como hospedaje durante las Jornadas del Rey en el Monasterio de El Escorial. En 1777 fue alquilada a la Compañía de los Milaneses que terminaron por adquirirla para actividades de hostelería. A fines del siglo XIX se convierte en viviendas particulares, uso que conserva en la actualidad.